# Sân vận động RheinEnergie
Sân vận động RheinEnergie (tiếng Đức: RheinEnergieStadion; phát âm tiếng Đức: [ˌʁaɪnʔenɛʁˈɡiːˌʃtaːdi̯ɔn]; tên chính thức là RheinEnergieSTADION) là một sân vận động bóng đá ở Köln, Đức. Sân được xây dựng trên địa điểm của hai sân vận động Müngersdorfer trước đây. Đây là sân nhà của đội Bundesliga địa phương, 1. FC Köln. Sân vận động này là một trong 5 sân vận động tổ chức cả Cúp Liên đoàn các châu lục 2005 và Giải vô địch bóng đá thế giới 2006, đồng thời tổ chức trận chung kết UEFA Europa League 2020 sau những cánh cửa đóng kín. Công ty năng lượng địa phương RheinEnergie AG hiện đang nắm giữ quyền đặt tên cho sân vận động, do đó sân được gọi là Sân vận động Köln cho trận chung kết.

## Lịch sử
Theo các điều khoản của Hòa ước Versailles (1919), các công sự của Köln đã bị dỡ bỏ, do đó cho phép xây dựng một công trình kiến trúc mới ở khu vực xung quanh. Việc xây dựng mới cho phép thành phố tạo ra 15.000 việc làm. Sân vận động mới được gọi là Sân vận động Müngersdorfer. Điều này cho phép Cologne không chỉ giúp ổn định đất nước mà còn mang lại uy tín và lợi ích kinh tế cho thành phố. Chi phí được tính là 47,4 triệu Mác Đức.
Sau khi hoàn thành sân vận động, thành phố bắt đầu trở nên nổi tiếng trong thế giới thể thao trong nước. Nhiều trận đấu bóng đá lớn đã được tổ chức tại sân vận động trước sự chứng kiến của rất đông khán giả. Trận đấu quốc tế đầu tiên được tổ chức vào ngày 20 tháng 11 năm 1927, khi đội tuyển bóng đá quốc gia Đức hòa 2–2 với Hà Lan. Kể từ đó đến nay, đội tuyển Đức đã 19 lần ra sân thi đấu, và chỉ một trận trong số đó có kết quả là thua. Một trận đấu đáng chú ý khác là trận đầu tiên sau chiến tranh, chứng kiến 1. FC Nürnberg đánh bại 1. FC Kaiserslautern 2–1, trước 75.000 người.
Một trong những điểm đặc biệt của Sân vận động Müngersdorfer là đường chạy dành cho các vận động viên thể thao không chuyên nghiệp. Năm 1929 có hơn 38.000 người tham gia. Tuy nhiên, vào năm 1933 người Do Thái không còn được phép tham gia. Sau chiến tranh, sân vận động chỉ tổ chức các môn thể thao cấp độ chuyên nghiệp.

## Các trận đấu quan trọng gần đây
Năm 2005, sân vận động này là nơi tổ chức ba trận đấu đầu tiên của Cúp Liên đoàn các châu lục, bao gồm cả trận khai mạc giữa Argentina và Tunisia. Argentina thắng trận đấu với tỷ số 2–1.
Müngersdorfer đã tổ chức nhiều trận đấu Cúp UEFA quan trọng. Sân vận động đã tổ chức trận đấu giữa Bayer Leverkusen và Barcelona, và trận đấu giữa Galatasaray và Monaco tại Cúp C1 châu Âu 1988-89. Borussia Mönchengladbach đã có các trận đấu với Arsenal và Monaco tại Cúp UEFA 1996-97. Sân vận động này cũng đóng vai trò là sân nhà của đội bóng hạng hai Alemannia Aachen trong chiến dịch Cúp UEFA 2004-05 của đội.
Vì đại dịch COVID-19 tại châu Âu, trận chung kết UEFA Europa League 2020 đã được chuyển từ Sân vận động Energa Gdańsk ở Gdańsk, Ba Lan sang Sân vận động RheinEnergie, sẽ được diễn ra sau những cánh cửa đóng kín. Sevilla giành chiến thắng 3–2 trong trận đấu trước Inter Milan.

## Giải thưởng
Tháng 7 năm 2004, Sân vận động RheinEnergie đã được Ủy ban Olympic Quốc tế trao tặng huy chương đồng cho các cơ sở thể thao và giải trí xuất sắc.

## Kích thước bên ngoài
| Chiều dài             | 220 m     |
| Chiều rộng            | 180 m     |
| Chiều cao đến mái che | 33,25 m   |
| Diện tích mái che     | 15.400 m² |

## Cúp bóng đá thế giới 2006
Sân vận động là một trong những địa điểm tổ chức Cúp bóng đá thế giới 2006. Tuy nhiên, do hợp đồng tài trợ, đấu trường được gọi là "FIFA World Cup Stadium Cologne" trong thời gian diễn ra World Cup.
Các trận đấu sau đây được diễn ra tại sân vận động trong World Cup 2006:
| Ngày                | Thời gian (CET) | Đội #1       | Kết quả      | Đội #2     | Vòng        | Khán giả |
| ------------------- | --------------- | ------------ | ------------ | ---------- | ----------- | -------- |
| 11 tháng 6 năm 2006 | 21:00           | Angola       | 0–1          | Bồ Đào Nha | Bảng D      | 45.000   |
| 17 tháng 6 năm 2006 | 17:00           | Cộng hòa Séc | 0–2          | Ghana      | Bảng E      | 45.000   |
| 20 tháng 6 năm 2006 | 18:00           | Thụy Điển    | 2–2          | Anh        | Bảng B      | 45.000   |
| 23 tháng 6 năm 2006 | 20:00           | Togo         | 0–2          | Pháp       | Bảng G      | 45.000   |
| 26 tháng 6 năm 2006 | 21:00           | Thụy Sĩ      | 0–0 (0–3 (p) | Ukraina    | Vòng 16 đội | 45.000   |

## Giải vô địch bóng đá châu Âu 2024
Sân vận động này là một trong những địa điểm tổ chức Giải vô địch bóng đá châu Âu 2024. Tuy nhiên, vì hợp đồng tài trợ, sân được gọi là "Sân vận động Cologne" trong suốt giải đấu.
Các trận đấu sau đây được diễn ra tại sân vận động trong suốt giải đấu:

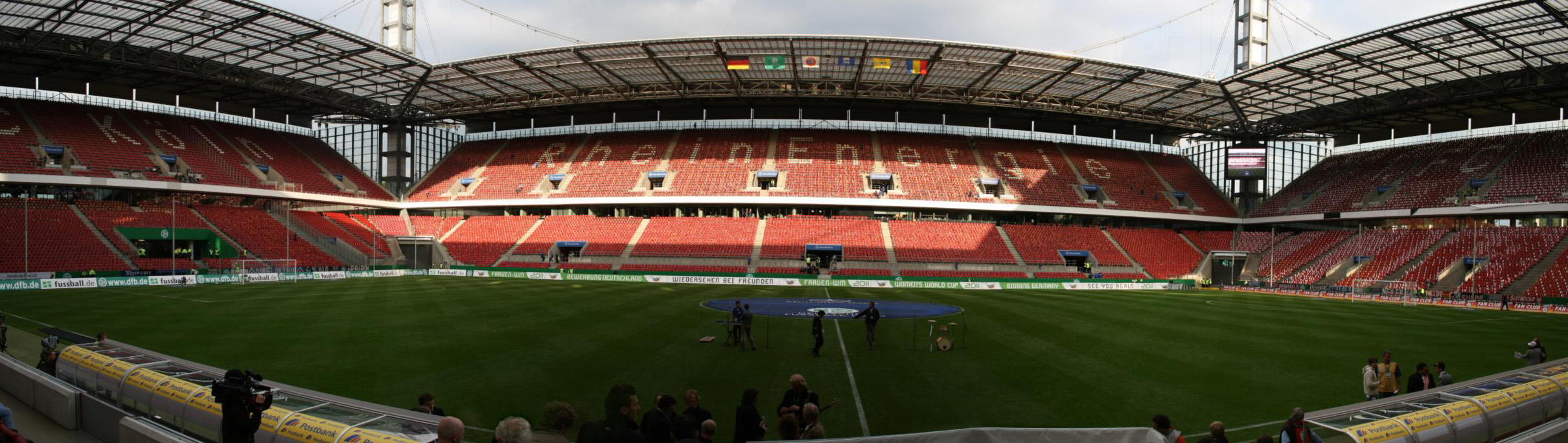
Toàn cảnh sân vận động

| Ngày                | Thời gian (CEST) | Đội #1      | Kết quả | Đội #2   | Vòng        | Khán giả |
| ------------------- | ---------------- | ----------- | ------- | -------- | ----------- | -------- |
| 15 tháng 6 năm 2024 | 15:00            | Hungary     | 1–3     | Thụy Sĩ  | Bảng A      | 41.676   |
| 19 tháng 6 năm 2024 | 21:00            | Scotland    | 1–1     | Thụy Sĩ  | Bảng A      | 42.711   |
| 22 tháng 6 năm 2024 | 21:00            | Bỉ          | 2–0     | România  | Bảng E      | 42.535   |
| 25 tháng 6 năm 2024 | 21:00            | Anh         | 0–0     | Slovenia | Bảng C      | 41.536   |
| 30 tháng 6 năm 2024 | 21:00            | Tây Ban Nha | 4–1     | Gruzia   | Vòng 16 đội | 42.233   |

## Giao thông vận tải
Sân vận động này là một phần của Sportpark Müngersdorf, tiếp giáp với Aachener Straße. Du khách có thể đến đây bằng xe hơi qua đường vành đai Köln, chỉ cách đường Bundesautobahn 1 khoảng 1200 m. Sân vận động RheinEnergie là một ga tàu điện nhanh KVB của Cologne Stadtbahn.
| Ga trước                                          |  | KVB               |  | Ga sau                                            |
| ------------------------------------------------- |  | ----------------- |  | ------------------------------------------------- |
| Bản mẫu:KVB stationsHướng đi Bản mẫu:KVB stations |  | Bản mẫu:KVB lines |  | Bản mẫu:KVB stationsHướng đi Bản mẫu:KVB stations |